# ウォーリーズジャパン
ウォーリーズジャパンは、吉本興業に所属していた日本の男性お笑いトリオ。
2023年4月からはポンゴに改名して吉本興業所属のお笑いコンビとして活動しており、こちらについても本記事で解説する。
NSC東京校20期出身。

## メンバー
シークエンスはやとも（本名:高橋 駿等 〈たかはし はやとも〉1991年7月8日 -（34歳））
ボケ担当、立ち位置は左。
金城 めくるくん（きんじょう めくるくん、1991年2月9日 -（34歳））
ツッコミ担当、立ち位置は右。
沖縄県浦添市出身。浦添工業高校、名桜大学国際学群卒業。
身長174cm、体重70kg。血液型A型。
小学5年生から野球を始め、その後中学高校大学野球部に所属。社会人となった現在も社会人チームで4番・ファーストを担っている。
生粋の野球少年である金城の編み出した「令和スイング」はネット上で大きな話題となった。
2017年10月1日、縄田雅典とコンビ『パウパーウ』を結成。2020年5月、シドニー石井とコンビ『うたたね』を結成。2021年5月13日、りゅうたろう、シークエンスと共にトリオ『ウォーリーズジャパン』を結成。いずれのコンビ、トリオも解散した。2023年4月20日、シークエンスとお笑い『ポンゴ』を結成した。
吉本のK-POPコピーダンスユニット「k-13」にも所属し、SEVENTEENとも共演している。
好きな食べ物は名護のふみのヤギ汁。
10個下の妹がおり、金城は溺愛しているが妹の方は金城を嫌っている。
彼女からは「ぺいくんちゃん」と呼ばれている。
特技はダンス、野球、タロット占い。
趣味はパリーグTVを見ること、オシャレ、ラーメングルメ。

## 元メンバー
りゅうたろう（本名:高橋 隆太郎〈たかはし りゅうたろう〉1992年6月26日 -（33歳））
ウォーリーズジャパン時代のメンバー。当時のボケ・ネタ作り担当、立ち位置は中央だった。
東京都江戸川区小岩出身。身長170cm、体重83kg。血液型AB型。
2012年から芸人として活動を開始。
かつてはコンビ『ハイウエスト』としてオフィスバードに所属し、しばらくして解散。
後にオフィスバードからの同期である鈴木バイダン（現・オドるキネマ）と2015年4月に『やわら（パンプキンショートケーキ）』を結成、約5年の活動を経て解散した。
パンプキンショートケーキを解散してから1年ほど活動休止していた。
2021年5月13日、シークエンス、金城と共にトリオ『ウォーリーズジャパン』を結成するも2023年3月に自身は脱退し、解散。その後、残ったシークエンスと金城はお笑いコンビ『ポンゴ』として活動を開始した。
特技は歌。芸人の中でも生粋の歌うま芸人としても知られ、過去のコンビ時代には歌を使ったネタも行っていた。また、既存の歌はメロディーを変えながらでも歌える。
趣味はカラオケ、お酒、映画。
喫煙者である。
極度の怖がりで、相方・はやともの霊視も苦手。
複雑な家庭環境で育ち、父親が3回変わっている。

## 略歴
- 3人はNSC時代の同期であり、デビューからはそれぞれが別々に活動していた。その後コンビを解散した金城とりゅうたろうがコンビを組む話が持ち上がり、それを聞いたシークエンスが加入する形で2021年にトリオを結成。
- その後、3人が個性を発揮し、心霊や体当たり検証、3人の歌うまが発揮され歌うまライブにトリオ全員が出演するなどYouTubeから劇場、テレビまで幅広く活動していた。
- 2023年3月、「ウォーリーズジャパン」からりゅうたろうが脱退し、今後はシークエンスと金城がコンビとして活動していくことを発表した[5]。
- 2023年4月20日、シークエンスと金城でお笑いコンビ「ポンゴ」として活動を開始[3][4]。

## 賞レースでの戦績

### M-1グランプリ
ウォーリーズジャパン
- 2021年 - 2回戦進出[6]
- 2022年 - 2回戦進出[6]

ポンゴ
- 2023年 - 2回戦進出[7]

## 出演
はやともの出演についてはシークエンスはやともを参照。

### 舞台
- 無限大サードバトル
- 神保町よしもと漫才劇場
- よしもと有楽町シアター
- アメトーーク!